# ウィリアム・ウィルソン (建築家)
ウィリアム・ウィルソン（William Wilson、生没年不詳）は、アメリカ人建築家、米国聖公会伝道局の宣教建築家（Mission Architect）。

## 人物・経歴
アメリカ出身。コロンビア大学卒業。
アメリカ人建築家で都市計画家のグロヴナー・アタバリー（1869年-1956年）の下で建築の経験を積む。
立教大学の池袋キャンパスの新築に際して、キャンパスの全体計画を行ったマーフィー&ダナ建築設計事務所の指示のもと、米国聖公会の雇用（短期契約の現場監理者）により、1916年（大正5年）11月に来日。ウィルソンは25名もの候補者の中から選ばれ、日本に派遣された。
当初、キャンパス建設の現場監督は、ジョン・マキムの支持もあり日本での建築経験が長く、立教・築地キャンパスの設計者でもあるジェームズ・ガーディナーが務めたが、建築事務所の経営者の1人であるヘンリー・マーフィーには、工事を円滑に進めるためには米国から監督建築家を派遣して現地に常駐させたい要望が当初からあったことに加え、チャールズ・ライフスナイダーの意見もあり、ウィリアム・ウィルソンが日本に派遣され、途中からガーディナーに代わって現場監督を担った。
しかし、ウィルソンは、自身の立場や権限が曖昧なうえ、伝道局やアメリカの請負業者、費用の問題、設計事務所との連絡などで多く困難があり、契約途中の1917年（大正6年）10月に自らの意思で現場を去った。
その後、ウィルソンはしばらく日本に留まり、熊谷聖パウロ教会2代目礼拝堂、川越キリスト教会3代目礼拝堂、大阪・川口基督教会2代目礼拝堂（基本設計）、聖バルナバ病院2代目院舎の設計を手掛けており、モリス館を含む立教大学池袋キャンパスが関東大震災で被災した後の復興工事にも携わっている。

## 主な作品
- 熊谷聖パウロ教会2代目礼拝堂（1919年、現存）
- 大阪・川口基督教会2代目礼拝堂（1920年、現存）
- 川越キリスト教会3代目礼拝堂（1921年、現存）
- 聖バルナバ病院2代目院舎（1923年、現存せず、基本設計、実施設計はウィリアム・メレル・ヴォーリズ）